# Про шмелей и королей
«Про шмелей и королей» — советский рисованный мультфильм, который создал режиссёр Александр Горленко на студии «Союзмультфильм» в 1984 году. По мотивам сказки Казиса Сая. Музыка в исполнении фольклорного ансамбля п/у Владимира Назарова.

## Сюжет
В мультфильме присутствуют две сюжетные линии. Герои её неизменны, за исключением короля.
Первая сюжетная линия.
Кучер спокойно ведёт лошадь, запряженную в повозку, на которой едет король. Неожиданно в ухо кобылы залетает шмель, и та начинает скакать, что есть мочи. Неуправляемая повозка врезается в столб. Король винит в крушении кучера и за это сильно дёргает его за ухо. Кучер с криком убегает. Разозлённый, он отказывается от предложения соседей погулять с ними и приходит домой к жене. Из-за пустяка кучер бранит её. Свою злость жена переправляет на пса. Тот перекидывает гнев на петуха. Петух же - на кота. Кот - на мышонка. Мать мышонка, которого съел кот, велит двум детёнышам съесть весь мёд у пчёл.
Вторая сюжетная линия.
Всё повторяется до крушения повозки. Новый король, нисколько не разозлённый на кучера, отпускает его. Увидев соседей, весёлый извозчик не отказывается от их предложения погулять с ними. Придя домой, жена кучера чуть не ударяет хмельного мужа, но тот успевает задобрить её. Та приносит ему еду, которая оказывается пропавшей. Нисколько не разозлённый муж отдаёт еду псу. Последний предлагает её петуху, но тот отдаёт её курам. Кота жена кормит молоком. Кот же в хорошем настроении целует мышь. Мышата снова просят поесть мёд у пчёл, но мать не разрешает, поскольку пчёлы опыляют растения, которые едят коровы, которые, за счёт этого, дают молоко, которое пьёт кот.

## Создатели
| Автор сценария            | Марина Москвина                                                                                               |
| Кинорежиссёр              | Александр Горленко                                                                                            |
| Художник-постановщик      | Александр Гурьев                                                                                              |
| Художники-мультипликаторы | Галина Зеброва, Юрий Кузюрин, Владимир Вышегородцев, Владимир Захаров, Наталия Богомолова, Александр Горленко |
| Художники                 | Алла Горева, Анна Атаманова, Г. Бирюков                                                                       |
| Кинооператор              | Михаил Друян                                                                                                  |
| Композитор                | Владимир Назаров                                                                                              |
| Звукооператор             | Борис Фильчиков                                                                                               |
| Ассистент режиссёра       | Зинаида Плеханова                                                                                             |
| Монтажёр                  | Елена Белявская                                                                                               |
| Редактор                  | Татьяна Папорова                                                                                              |
| Директор съёмочной группы | Лилиана Монахова                                                                                              |

- Создатели приведены по титрам мультфильма.

## Фестивали и награды
- 1984 — Диплом кинофестиваля стран Востока в Ашхабаде.[1]

## О мультфильме
Экранизация сказки литовского писателя Казиса Сая «Про шмелей и королей» (1984) – чуть ли не самая «горленковская» из всех работ режиссёра. Она эксцентрична, элегантна, изящна – словом, меньше всего похожа на стандартную мультэкранизацию сказки. Монохромная цветовая гамма в сочетании с редкими вкраплениями локальных цветных пятен и со стремительным движением изысканных графических линий рождает завораживающий ритмический музыкально-пластический эффект. Словом, «чистое кино», которое в море сюжетности и литературности далеко не часто удается увидеть на киноэкране. Ирония и лиризм, виртуозные смены звуковых и пластических ритмов, кажущаяся простота и изящество изобразительных решений – это «горленковское кино»…— Наталия Венжер